# أشلي بيلينغتون
أشلي بيلينغتون هو لاعب اتحاد الرغبي صيني، ولد في 16 يناير 1969.